# Заречье 1
Заречье 1 — село Щетининского сельского поселения Михайловского района Рязанской области России.

## География
Село находится на р. Проня.

## Население
| 2007 | 2010 |
| ---- | ---- |
| 51   | ↘44  |

## Этимология
Как отмечают Журкин И. А. и Катагощин Б. И., расположенные поблизости друг от друга с. Заречье-1 и Заречье-2 некогда находились относительно г. Михайлова за р. Проней.
Со временем Михайлов стал занимать и другой берег реки, но названия сёл сохранились.